# Гоен-Демцин
Гоен-Демцин (нім. Hohen Demzin) — громада в Німеччині, розташована в землі Мекленбург-Передня Померанія. Входить до складу району Росток. Складова частина об'єднання громад Мекленбургіше-Швайц.
Площа — 24,11 км2. Населення становить 344 ос. (станом на 31 грудня 2020).

## Галерея

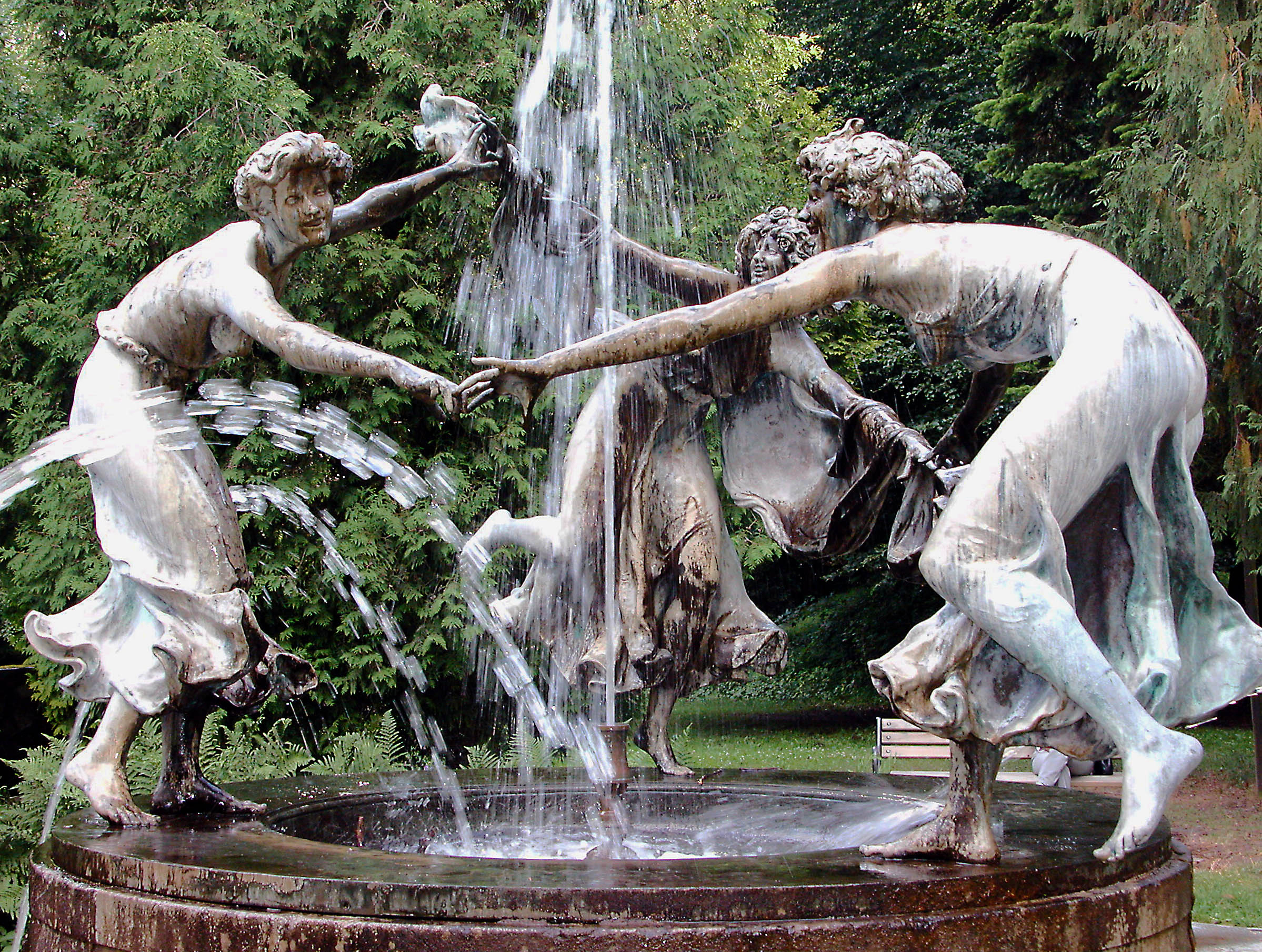